# Pad crnog jastreba (film)
Pad crnog jastreba (eng. Black Hawk Down) ratni je film Ridleyja Scotta iz 2001. godine o bitci za Mogadiš, snimljen prema knjizi Pad crnog jastreba: Priča o modernom ratu Marka Bowdena.
Glavne uloge su imali Josh Hartnett, Ewan McGregor, Tom Sizemore, Eric Bana, Ewen Bremner, William Fitchner i Sam Shepard. Film je osvojio dva Oscara, za montažu i zvuk.

## Radnja
Vijeće sigurnosti Ujedinjenih naroda zbog krize nastale uslijed građanskog rata u južnoj Somaliji 1992. odobri vojnu mirovnu operaciju. Međutim, do 1993. nastane sukob između UN-ovih snaga i Somalijskog nacionalnog saveza odanog Mohamedu Farrahu Aididu. Kao odgovor, predsjednik Sjedinjenih Država Bill Clinton pošalje Task Force Ranger, sačinjen od elemenata 3. Ranger bojne, Delta Forcea i 160. avijacijske pukovnije za specijalne operacije, u Mogadišu da uhvate Aidida koji se proglasio predsjednikom i koji zapljenjuje pošiljke hrane od Crvenog križa.
Izvan Mogadiša, Rangeri i Delta Force privedu Osmana Attoa koji prodaje oružje Aididovoj miliciji. Američke snage isplaniraju misiju da privedu Aididovih dvoje glavnih savjetnika.
Prije misije, nadnarednik Matt Eversmann preuzme vodstvo svojeg voda Rangera nakon što je njegov poručnik razriješen dužnosti zbog zdravstvenih razloga. Operacija počne i Delta Force uhvati Aididove savjetnike u ciljnoj zgradi dok milicija koja se okuplja otvori paljbu na Rangere i helikoptere koji ispraćuju konvoj na tlu. Jedan mladi Ranger padne s jednog od helikoptera Black Hawk zbog čega tri Humveeja pod vodstvom nadnarednika Jeffa Strueckera se razdvoje od konvoja kako bi vratili ozlijeđenog Rangera u zračnu luku u Mogadišu, gdje su UN-ove snage.
Ubrzo nakon što Strueckerov konvoj otiđe, RPG obori Black Hawk, Super 61. U padu poginu pilot Clifton Wolcott i njegov kopilot. Snage na tlu se preusmjere prema mjestu pada. Milicija postavi zapreke na cesti što spriječi prolaz konvoja od pukovnika poručnika Dannyja McKnighta prema mjestu pada. U međuvremenu, dva voda Rangera, uključujući Eversmannov vod, dođu do mjesta pada i postave obrambeni perimetar. Međutim, drugi helikopter, Super 64, također je oboren RPG-om.
Kako su primarne snage Rangera, pod vodstvom kapetana Mikea Steelea, pod žestokom paljbom i imaju ranjene, niti jedna od snaga na tlu ne može doći do Super 64 ili pridružiti se Rangerima koji brane Super 61. Dva Delta Force snipera, Randy Shughart i Gary Gordon zatraže da ih se pošalje na mjesto pada Super 64 kako bi ga osigurali. Na mjestu pada pronađu pilota, Mikea Duranta, preživjelog. Unatoč svojim herojskim akcijama, Gordon i Shughart poginu u borbi, a Duranta uhvati milicija. McKnightov konvoj odustane od svojeg pokušaja da dođe do mjesta na kojem pao Super 61 i vrati se u bazu sa svojim stradalima i zatvorenicima. Snage u bazi se pripreme da se vrate da izbave Rangere i pilote, a general bojnik Bill Garrison zatraži pojačanja od 10. planinske divizije i oklopnih jedinica iz UN-ove koalicije. Aididova milicija pokrene napad na američke snage kod mjesta na kojem pao Super 61. Helikopteri Little Bird napadačkim preletima suzbiju miliciju i pomognu snagama na tlu do dolaska 10. planinske divizije. Vozila evakuiraju ranjene i poginule, ali nekoliko Rangera i Delta Force operatora trčanjem dođe u sigurnu zonu kod stadiona u Mogadišu.
Epilog otkrije da je Durant oslobođen nakon 11 dana zatočeništva; Gordon i Shughart su prvi vojnici posmrtno odlikovani Medaljom časti nakon Vijetnamskog rata; general bojnik Bill Garrison preuzeo je punu odgovornost za ishod misije i umirovio se dan nakon što je Aidid poginuo u kolovozu 1996.

## Pozadina i produkcija
Pad crnog jastreba originalno je bio ideja redatelja Simona Westa, koji je sugerirao producentu Jerryju Bruckheimeru da otkupi filmska prava na knjigu Pad crnog jastreba: Priča o modernom ratu Marka Bowdena, kojeg će West režirati; no, West je slijedom događaja kasnije režirao film Lara Croft: Tomb Raider (2001.).
Iako je Ken Nolan potpisan kao scenarist, na njemu su radili i drugi; Sam Shepard napisao je većinu dijaloga; Eric Roth je napisao završne govore Josha Hartnetta i Erica Bane; Steve Zaillian prepravio je veći dio dijaloga; Stephen Gaghan također je doprinio na pisanju scenarija. Napisao je ranu skicu scenarija, što je Bruckheimer proslijedio scenaristu; razgovor između pilota Mikea Duranta i pripadnika milicije Firimbija je iz Bowdenove skice scenarija.
Zbog vojne vjerodostojnosti, glumci s ulogama Rangera otišli su na dvotjednu obuku za Rangere u Fort Mooreu; glumci s ulogama Delta Force operatora prošli su dvotjednu obuku u Fort Libertyju, Sjevernoj Carolini. Rona Eldarda i glumce koji su portretirali pilote helikoptera podučavao je Mike Durant u Fort Campbellu. Američka vojska je dala na raspolaganje vojnu opremu i helikoptere; većina pilota je sudjelovala u bitci. Osim toga, vod Rangera odradio je scene spuštanja s užetom s helikoptera te su bili statisti.
Većina filma snimljena je u gradovima Rabat i Salé u Maroku jer su podsjećali na Somaliju, a u njemu nije nastupio nijedan somalijski glumac.

## Glumci
3. Ranger bojna
- Josh Hartnett kao Matt Eversmann
- Ewan McGregor kao John Grimes
- Tom Sizemore kao Danny McKnight
- Ewen Bremner kao Shawn Nelson
- Gabriel Casseus kao Mike Kurth
- Hugh Dancy kao Kurt Schmid
- Ioan Gruffudd kao John Beales
- Tom Guiry kao Ed Yurek
- Charlie Hofheimer kao Jamie Smith
- Jason Isaacs kao Mike Steele
- Brendan Sexton kao Richard Kowalewski
- Brian Van Holt kao Jeff Struecker
- Ian Virgo kao John Waddell
- Tom Hardy kao Lance Twombly
- Gregory Sporleder kao Scott Galentine
- Carmine Giovinazzo kao Mike Goodale
- Chris Beetem kao Casey Joyce
- Tac Fitzgerald kao Brad Thomas
- Matt Marsden kao Dale Sizemore
- Orlando Bloom kao Todd Blackburn
- Enrique Murciano kao Lorenzo Ruiz
- Michael Roof kao John Maddox
- Kent Linville kao Clay Othic
- Norman Campbell Rees kao Tom DiTomasso
- Corey Johnson kao bolničar

Delta Force
- Sam Shepard kao Bill Garrison
- Eric Bana kao Norm Gibson
- William Fichtner kao Jeff Sanderson
- Kim Coates kao Chris Wex
- Steven Ford kao Joe Cribbs
- Željko Ivanek kao Gary Harrell
- Johnny Strong kao Randy Shughart
- Nikolaj Coster-Waldau kao Gary Gordon
- Richard Tyson kao Dan Busch

160. avijacijska pukovnija za specijalne operacije
- Ron Eldard kao Mike Durant
- Glenn Morshower kao Thomas Matthews
- Jeremy Piven kao Clifton Wolcott
- Boyd Kestner kao Mike Goffena
- Pavel Vokoun kao Donovan Briley
- Jason Hildebrandt kao Dan Jollota
- Keith Jones, kopilot Star 41

Ostali
- George Harris kao Osman Ali Atto
- Razaaq Adoti kao Yousuf Dahir Mo'alim
- Treva Etienne kao Firimbi
- Ty Burrell kao Tim Wilkinson
- Dan Woods kao Scott Fales
- Giannina Facio kao Stephanie Shughart

## Reakcije

### Box office
Kad je Pad crnog jastreba premijerno prikazan 28. prosinca 2001., isprva je bio u ograničenoj distribuciji, igrajući u samo četiri kina, ali je ipak u prvom vikendu zaradio 179.823 dolara, prosječno 44.956 dolara po kinu. No, 18. siječnja 2002. film je ušao u opću distribuciju, prikazujući se u 3101 kinu i zaradivši 28.611.736 dolara u prvom vikendu, zasjevši tako na prvu poziciju box officea. Kako se počeo prikazivati na Dan Martina Luthera Kinga, film je zaradio dodatnih 5.014.475 dolara zbog dodatnog dana u produženom vikendu. Film se još dva vikenda zadržao na prvoj poziciji. Kad je povučen iz kina 14. travnja 2002., u domaćim je kinima utržio 108.638.745 dolara i 64.350.906 dolara u inozemstvu, ukupno 172.989.651 dolara.

### Nagrade
Film je osvojio sljedeće nagrade:
- Oscar za najbolju montažu – Pietro Scalia
- Oscar za najbolji zvuk – Michael Minkler, Myron Nettinga, Chris Munro
- Golden Reel nagrada Udruženja američkih filmskih montažera za najbolju montažu
- Nagrada Harry

Bio je nominiran za sljedeće nagrade:
- Oscar za najboljeg redatelja – Ridley Scott
- Oscar za najbolju fotografiju – Slawomir Idziak
- AFI nagrada za snimatelja godine – Slawomir Idziak
- AFI nagrada za redatelja godine – Ridley Scott
- AFI nagrada za montažera godine – Pietro Scalia
- AFI nagrada za film godine – Jerry Bruckheimer, Ridley Scott
- AFI nagrada za scenografa godine – Arthur Max
- MTV filmska nagrada za najbolju akcijsku sekvencu – prvi pad helikoptera
- MTV filmska nagrada za najbolji film
- WGA nagrada za najbolji adaptirani scenarij – Ken Nolan
- Teen Choice nagrada za najboljeg glumca u dramskom, akcijskom ili pustolovnom filmu – Josh Hartnett
- Teen Choice nagrada za najbolji dramski, akcijski ili pustolovni film
- Golden Reel nagrada Udruženja američkih montažera za najbolju montažu zvuka
- Golden Trailer za najbolju dramu
- DGA nagrada za najboljeg redatelja – Ridley Scott

### Kontroverze
Ubrzo nakon premijere filma, nekoliko organizacija, uključujući Somalijski pravni centar u Californiji, pozvale su na bojkot filma i obznanile kako je to brutalan i dehumanizirajući prikaz Somalijaca.
U radijskom intervjuu, Brendan Sexton, glumac u filmu, posvjedočio je da se verzija filma koja je dospjela u kina značajno razlikuje od one koja je bila u originalnom scenariju. Prema njegovim riječima, mnoge scene koje su postavljale mnoga neugodna pitanja o američkim snagama u smislu nasilne svakidašnjice rata, istinska svrha njihove misije u Somaliji, itd. su izbačeni.
Sexton je 2002. napisao članak u kojem je ustvrdio kako Pad crnog jastreba nije uspio objasniti zašto se somalijsko stanovništvo protivilo prisutnosti američke vojske u svojoj zemlji:
Somalijci su prikazani kao da ne znaju što se događa, kao da pokušavaju ubiti Amerikance jer će - kao i drugi "zlikovci" - učiniti sve da ugrizu ruku koja ih hrani. Ali Somalijci nisu glup narod. Zapravo, mnogi su bili uznemireni što je američka vojna prisutnost pomogla uzdići ljude povezane sa starim, korumpiranim Barreovim režimom.
U recenziji za The New York Times, i filmski kritičar Elvis Mitchell je izrazio nezadovoljstvo "manjkom karakterizacije" u filmu. Ubrzo nakon premijere filma, pisac Mark Bowden, koji je napisao scenarij za Pad crnog jastreba, rekao je za novine kako je lik kojeg glumi Ewan McGregor temeljen na rendžeru Johnu Stebbinsu, "ali su dužnosnici iz Pentagona htjeli da se njegovo ime promijeni u pokušaju da skriju njegovu sramotu". Umjesto toga, ime je promijenjeno zbog "kreativnih razloga".
Malezijski vojni dužnosnici čije su postrojbe također bile dio borbi uložile su prigovor oko točnosti Pada crnog jastreba. Umirovljeni brigadni general Abdul Latif-Ahmed, koji je u to vrijeme bio zapovjednik malezijskih vojnih postrojbi u Mogadišu, izjavio je za vijesti agencije AFP da će malezijski gledatelji biti pod pogrešnim utiskom kako su bitku vodili samo Amerikanci, dok su malezijske postrojbe bile "tek vozači autobusa koji su ih odveli od tamo".
General Pervez Musharraf, bivši predsjednik Pakistana, u svojoj je autobiografiji In the Line of Fire: A Memoir slično optužio producente što nisu naveli sudjelovanje pakistanskih vojnika.
Izvanredna postignuća pakistanskih postrojbi pod nepovoljnim prilikama dobro su poznata UN-u. Nažalost, film Pad crnog jastreba ignorira ulogu Pakistana u Somaliji. Kad su američke postrojbe upale u zamku u gusto naseljenom području Mogadiša Madina Bazaar, Sedma pukovnija pakistanskih graničnih snaga se odvažila i izvukla ih. Zaslužili smo jednake, ako ne i veće zasluge kao i američke postrojbe; ali producenti su prikazali sukob kao da su u njega bili umiješani samo Amerikanci.
Kritičari su također optuživali da afroamerički glumci izabrani da glume Somalijce uopće nisu rasno jedinstveni ljudi s Afričkog roga niti jezik kojim komuniciraju nije sličan afričko-azijskom kojim se sporazumijevaju Somalijci. Grubi način na koji se iznose rečenice i neautentična vizija somalijske kulture u filmu, dodaju, također ne uspijevaju uhvatiti ton, manire i duh stvarnog života u Somaliji.

## Vanjske poveznice
- Pad crnog jastreba u internetskoj bazi filmova IMDb-a
- Pad crnog jastreba na Rotten Tomatoesu